# Vicent Climent (eclesiàstic)
Vicent Climent (1410?-1474) fou un eclesiàstic i diplomàtic valencià. Fou ambaixador d'Enric VI d'Anglaterra i d'Alfons IV de Catalunya - Aragó, també va ser conseller de Joan II i mantingué amistat amb grans humanistes de l'època.